# Celtic League 2004/05
Die Saison 2004/05 der Celtic League, der von irischen, walisischen und schottischen Rugby-Teams gemeinsam ausgetragenen Meisterschaft, begann am 3. September 2004. Die Saison umfasste zwanzig Spieltage (je eine Vor- und Rückrunde) und dauerte bis zum 14. Mai 2005. Die Ospreys aus Wales gewannen die Meisterschaft.

## Tabelle
M = Amtierender Meister
|     | Team                  | Spiele | Siege | Unent. | Ndlg. | Spiel- punkte | Diff. | Bonus- punkte | Tabellen- punkte |
| --- | --------------------- | ------ | ----- | ------ | ----- | ------------- | ----- | ------------- | ---------------- |
| 01. | Ospreys               | 20     | 16    | 1      | 3     | 508:267       | + 241 | 10            | 76               |
| 02. | Munster Rugby         | 20     | 15    | 1      | 4     | 470:331       | + 139 | 7             | 69               |
| 03. | Leinster Rugby        | 20     | 12    | 1      | 7     | 455:350       | + 105 | 7             | 57               |
| 04. | Newport Gwent Dragons | 20     | 11    | 0      | 9     | 381:436       | - 55  | 6             | 50               |
| 05. | Llanelli Scarlets (M) | 20     | 9     | 0      | 11    | 402:446       | - 44  | 10            | 46               |
| 06. | Glasgow Rugby         | 20     | 8     | 1      | 11    | 465:466       | - 1   | 11            | 45               |
| 07. | Edinburgh Rugby       | 20     | 9     | 0      | 11    | 409:407       | + 2   | 8             | 44               |
| 08. | Ulster Rugby          | 20     | 9     | 0      | 11    | 363:387       | - 24  | 7             | 43               |
| 09. | Cardiff Blues         | 20     | 8     | 1      | 11    | 350:404       | - 54  | 6             | 40               |
| 10. | Connacht Rugby        | 20     | 7     | 1      | 12    | 317:407       | - 90  | 7             | 37               |
| 11. | The Borders           | 20     | 3     | 0      | 17    | 337:556       | - 219 | 6             | 18               |

Die Punkte werden wie folgt verteilt:
- 4 Punkte bei einem Sieg
- 2 Punkte bei einem Unentschieden
- 0 Punkte bei einer Niederlage (vor möglichen Bonuspunkten)
- 1 Bonuspunkt für vier oder mehr erfolgreiche Versuche, unabhängig vom Endstand
- 1 Bonuspunkt bei einer Niederlage mit sieben oder weniger Punkten Unterschied